# Клисуров, Петко
Петко Димитров Клисуров (болг. Петко Димитров Клисуров; 29 июня 1865, Казанлык, Старозагорская область — 13 мая 1933, София) — болгарский художник и учитель. Учитель художников Дечко Узунова, Бенчо Обрешкова, Владимир Димитров-Майстора.

## Биография
Родился 29 июня 1865 года, в Казанлыхе, в 1802 году, его семья бежала из Клисуры, спасаясь от банды курджалийствов. Образование получил в Пловдиве, затем стал учителем в районе города Стара-Загора.
В 1884 году получил грант от правительства Румелия и продолжил обучения в Италии. Поселился во Флоренции. С 1887 года, стал брать частные уроки у Джузеппе Чифриани.
В 1888 году, вернулся в Болгарию, где продолжил работать учителям в Варне, Пловдиве, Казанлыхе и Софии. С 1899 по 1908, преподавал в Болгарской национальной художественной академии.
В 1900 году, был удостоен медали на парижской Всемирной выставке за произведения в области текстильного искусства. Участник Всемирной выставки (1904), Всемирной выставки (1905) и выставки Королевской академия художеств в 1907 году. Был награжден орденом Святой Александр» и Святого Станислава.

## Картины

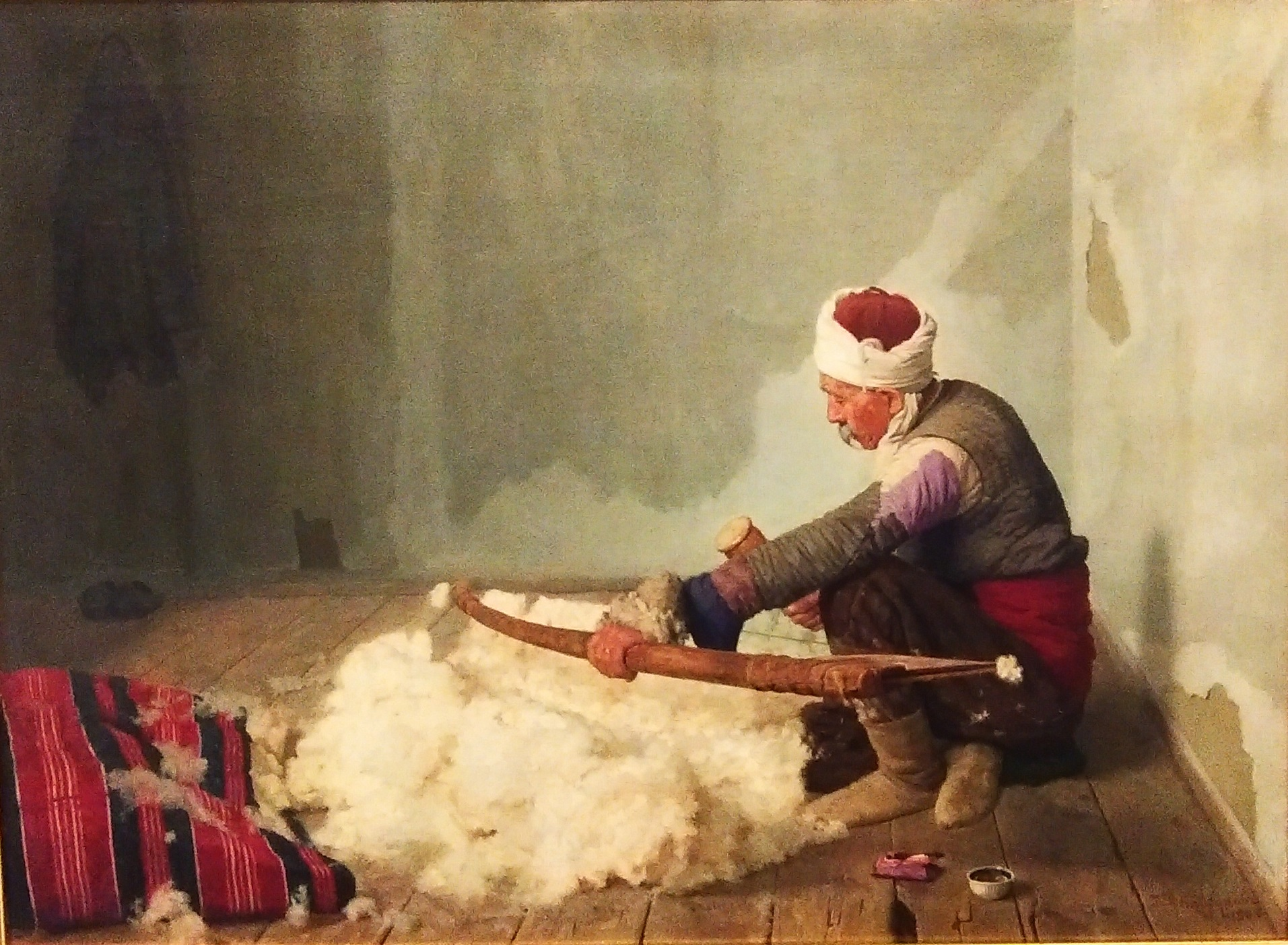
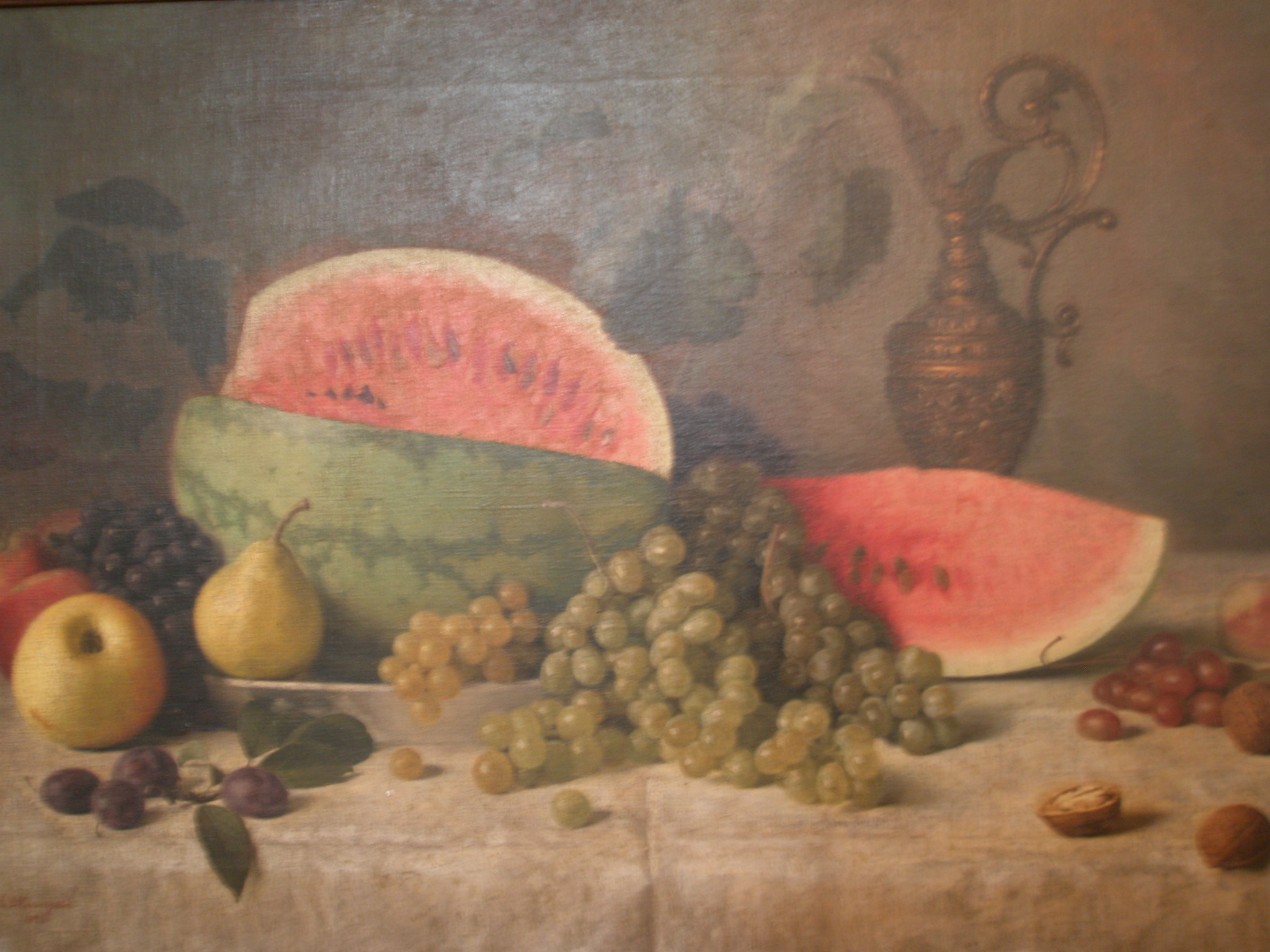